# Gildo Insfrán
Gildo Insfrán (Laguna Blanca, 19 gennaio 1951) è un politico argentino.
Dal 1995 è governatore della provincia di Formosa.

## Biografia
Affiliatosi in gioventù al Partito Comunista Rivoluzionario, un piccolo movimento di stampo maoista, entrò, quando ormai stava completando gli studi universitari, nel Partito Giustizialista.
La sua carriera politica iniziò nel 1983, dopo la fine della dittatura militare, quando fu eletto nell'assemblea della sua provincia natale. Cinque anni dopo salì allo scranno di vice-governatore provinciale di Formosa. Tra la fine degli anni ottanta e l'inizio degli anni novanta Insfrán fu vicino alla corrente politica dell'allora presidente in carica Carlos Menem.
Nel dicembre 1995 vinse le elezioni diventando governatore della provincia di Formosa. Da allora ha vinto in successione altre sei tornate elettorali con oltre tre quarti dei voti, garantendo al suo partito un dominio incontrastato sulla scena politica locale. Una modifica nella costituzione provinciale approvata nel 1999 ha permesso ad Insfrán di potersi ricandidare senza più essere vincolato a due soli mandati. 
Dai primi anni duemila è stato uno dei primi sostenitori del presidente Néstor Kirchner e della sua corrente all'interno del Partito Giustizialista. Nel 2003 Insfrán ha ottenuto dal governo centrale, come Atto di Riparazione Storica, lo stanziamento di fondi per l'ammodernamento della rete infrastrutturale di Formosa.

### Il "modello formoseño"
Negli oltre venticinque anni di mandato di Insfrán l'economia di Formosa, una delle province più povere dell'Argentina, è di fatto diventata del tutto dipendente dai fondi pubblici provenienti dal governo nazionale e redistribuiti in loco da quello provinciale. L'importanza delle risorse federali nel panorama economico formoseño è testimoniata anche dal fatto che le imposte riscosse nella sola provincia di Formosa ammontano ad una cifra irrisoria, pari al 5,9% contro una media nazionale del 22,1%. Così, grazie ai contributi dello stato, pari ben al 93% della spesa della provincia, Insfrán è riuscito a creare una struttura economica strettamente vincolata al governo locale dove, in aggiunta, l'iniziativa privata ha scarsissimi margini di manovra. Questo sistema ha fatto si che una fetta consistente della popolazione di Formosa fosse impiegata per il governo provinciale, rendendo così ancora più forte e solido il potere di Insfrán. Nel 2019 19 persone su 100 lavoravano nell'amministrazione pubblica.
Il 25 giugno 2023 Insfrán è stato rieletto per l'ottava volta al governo della provincia con il 69,97% dei voti.

### La gestione della pandemia di Covid-19
Con lo scoppio dell'epidemia di COVID-19 Insfrán ha emanato una serie di dure misure restrittive, tra cui quella di chiudere i confini provinciali, con l'obbiettivo di bloccare i contagi. Così facendo però circa 7.500 di abitanti di Formosa residenti in altre province argentine si sono visti negare l'accesso alla loro terra natale impedendo loro di ricongiungersi con i propri parenti. Il blocco totale delle frontiere della provincia ha fatto si che si avvenissero delle tragedie. Nei primi giorni di ottobre 2020 un uomo è affogato nelle acque del fiume Bermejo, al confine tra Formosa ed il Chaco, mentre tentava di entrare illegalmente per potersi ricongiungere con la sua famiglia. Il 19 novembre successivo la Corte Suprema di Giustizia argentina ha stabilito che il governo di Formosa dovesse garantire l'accesso entro i suoi confini a tutti i suoi cittadini che ne avessero fatto richiesta. In seguito all'apertura delle frontiera Insfrán, ha dato il via libera alla costruzione di una serie di centri sanitari dove le persone che previa tampone avevano dimostrato la loro negatività al virus dovevano ugualmente trascorrevi la quarantena. I positivi sono stati costretti a restare al di fuori dei confini. 
Alcune ong, tra cui Amnesty International e Human Rights Watch, hanno rilasciato dei report nei quali denunciano come in queste strutture, dove venivano internati anche abitanti di Formosa risultati positivi, non vi erano però protocolli di sicurezza adeguati, mostrando ad esempio come positivi e negativi al virus condividessero gli stessi ambienti. Nel medesimo rapporto sono stati poi portati a conoscenza dell'opinione pubblica una quarantina di casi di gravi violazioni della libertà personali ai danni di cittadini di Formosa da parte delle autorità locali. Alcuni testimoni hanno riportato come siano stati tenuti all'oscuro per oltre un mese delle loro reali condizioni di salute e come di fatto siano stati relegati all'interno di questi centri sanitari senza poter entrare in contatto con i propri parenti.  Due membri dell'opposizione locale che avevano denunciato le condizioni delle strutture sanitarie sono stati arrestati dalla polizia provinciale il 21 gennaio. Insfrán, il governo argentino ed il Partito Giustizialista, hanno risposto alle accuse delle opposizioni e delle ong sottolineando il basso numero di contagi avvenuti nella sua provincia.
Dopo un iniziale calo dei contagi ed un allentamento delle misure, ad inizio marzo 2021 il governo di Insfrán ha nuovamente reintrodotto per il capoluogo Formosa le norme adottate nella cosiddetta "Fase 1". A partire dal 4 marzo si sono verificate una serie di manifestazioni duramente represse dalla polizia provinciale, la quale ha fatto ricorso anche a gas lacrimogeni e proiettili di gomma per disperdere la folla. Sono stati anche denunciati arresti di giornalisti e di politici e militanti dell'opposizione. Altre proteste sono poi scoppiate alla fine di marzo a Clorinda, seconda città della provincia.
Il 28 luglio 2021, durante la campagna elettorale per le primarie, Insfrán ha preso parte ad un affollato comizio della locale coalizione peronista dove non era rispettato né il distanziamento sociale né l'obbligo di indossare la mascherina.

## Controversie
Nonostante i suoi ripetuti successi elettorali Insfrán è stato oggetto di numerose accuse da parte di alcuni oppositori, incluso l'ex presidente Mauricio Macri, nonché da parte di alcuni media argentini. Il governatore è stato accusato di aver trasformato di fatto la provincia, una delle più povere dell'Argentina, in un feudo personale del quale egli è il vertice incontrastato. Sotto la lente d'ingrandimento degli oppositori sono finiti infatti l'impronta totalmente assistenzialistica conferita alla già fragile economia di Formosa, nonché il presunto asservimento del potere giudiziario e dell'assemblea legislativa locale. Insfrán è stato anche accusato di reprimere la stampa e l'opposizione, nonché di lassismo nella lotta al narcotraffico, di voto di scambio e di arricchimento personale con fondi pubblici. Il governatore ha sempre respinto tutte le accuse.
Insfrán è stato accusato di perseguitare e ghettizzare le comunità aborigene qom e wichi.
Il 16 settembre 2021, durante un comizio nel villaggio di General Belgrano, Insfrán ha definito gli abitanti di Buenos Aires come "fannulloni che vivono dello sforzo e del lavoro del popolo argentino".